# Florian Meyer
Florian Meyer (1968. november 21.–) német nemzetközi labdarúgó-játékvezető. Jelenlegi lakóhelye: Burgdorf. Egyéb foglalkozása irodavezető.

## Pályafutása

### Nemzeti játékvezetés
Játékvezetésből 1996-ban vizsgázott, 1997-ben a 2. Bundesliga, 1999-től a Bundesliga játékvezetője. Markus Merk és Herbert Fandel mögött a harmadik számú német bírónak számított. A nemzeti játékvezetéstől 2014-ben vonult vissza. 2. Bundesliga mérkőzéseinek száma: 126. Bundesliga mérkőzéseinek száma: 257.

#### Nemzeti kupamérkőzések
Vezetett Kupa-döntők száma: 2.

##### Német kupadöntő
| Időpont         | Helyszín                 | Mérkőzés típusa | Mérkőzés                            | Eredmény | Nézők száma |
| --------------- | ------------------------ | --------------- | ----------------------------------- | -------- | ----------- |
| 2005. május 28. | Olimpiai Stadion, Berlin | döntő           | FC Bayern München–FC Schalke 04     | 2 – 1    | 74 349      |
| 2014. május 17. | Olimpiai Stadion, Berlin | döntő           | Borussia Dortmund–FC Bayern München | 0 – 2    | 76 197      |

### Nemzetközi játékvezetés
A Német labdarúgó-szövetség Játékvezető Bizottsága (JB) terjesztette fel nemzetközi játékvezetőnek, a Nemzetközi Labdarúgó-szövetség (FIFA) 2002-től tartotta nyilván bírói keretében. Több nemzetek közötti válogatott és klubmérkőzést vezetett. FIFA JB besorolás szerint elit kategóriás bíró. A német nemzetközi játékvezetők rangsorában, a világbajnokság-Európa-bajnokság sorrendjében a 6. helyet foglalja el 14 találkozó szolgálatával. Az orosz labdarúgás történelmében 2005-ben először közreműködött külföldi játékvezető hazai bajnoki mérkőzésen. Nemzetközi felkérésre 2004-2009 között bajnoki mérkőzéseket vezetett Egyiptomban, Ukrajnában és Romániában, Katarban, Szaúd-Arábiában, Irakban, Tunéziában valéamint Kuvaitban. Az aktív nemzetközi játékvezetéstől 2013-ban  búcsúzott. Nemzetközi klubmérkőzéseinek száma: 55. Válogatott mérkőzéseinek száma: 27.

#### Világbajnokság
Három világbajnoki döntőhöz vezető úton Németországba a XVIII., a 2006-os labdarúgó-világbajnokságra, Dél-Afrikába a XIX., a 2010-es labdarúgó-világbajnokságra valamint Brazíliába a XX., a 2014-es labdarúgó-világbajnokságra a FIFA JB bíróként alkalmazta.

##### 2006-os labdarúgó-világbajnokság

###### Selejtező mérkőzés
| Időpont           | Helyszín                       | Mérkőzés típusa           | Mérkőzés                 | Eredmény | Nézők száma |
| ----------------- | ------------------------------ | ------------------------- | ------------------------ | -------- | ----------- |
| 2004. október 13. | Skonto Stadion, Riga           | előselejtező (3. csoport) | Lettország–Észtország    | 2 – 2    | 8500        |
| 2005. március 30. | Köztársasági Stadion, Chișinău | előselejtező (5. csoport) | Moldova–Norvégia         | 0 – 0    | 5000        |
| 2005. október 12. | Olimpiai Stadion, Serravalle   | előselejtező (7. csoport) | San Marino–Spanyolország | 0 – 6    | 3426        |

##### 2010-es labdarúgó-világbajnokság

###### Selejtező mérkőzés
| Időpont              | Helyszín                    | Mérkőzés típusa           | Mérkőzés                | Eredmény | Nézők száma |
| -------------------- | --------------------------- | ------------------------- | ----------------------- | -------- | ----------- |
| 2008. szeptember 10. | Råsunda Stadion, Solna      | előselejtező (1. csoport) | Svédország–Magyarország | 2 – 1    | 28 177      |
| 2009. június 6.      | Qemal Stafa Stadion, Tirana | előselejtező (1. csoport) | Albánia–Portugália      | 1 – 2    | 13 320      |
| 2009. szeptember 9.  | Olimpiai Stadion, Torino    | előselejtező (8. csoport) | Olaszország–Bulgária    | 2 – 0    | 26 122      |
| 2009. október 14.    | Parken Stadion, Koppenhága  | előselejtező (1. csoport) | Dánia–Magyarország      | 0 – 1    | 36 966      |

##### 2014-es labdarúgó-világbajnokság

###### Selejtező mérkőzés
| Időpont           | Helyszín                          | Mérkőzés típusa           | Mérkőzés             | Eredmény | Nézők száma |
| ----------------- | --------------------------------- | ------------------------- | -------------------- | -------- | ----------- |
| 2012. október 12. | Cardiff City Stadium, Cardiff     | előselejtező (A. csoport) | Wales–Skócia         | 2 – 1    | 23 249      |
| 2013. október 15. | Carlos Belmonte Stadion, Albacete | előselejtező (I. csoport) | Spanyolország–Grúzia | 2 – 0    | 16 133      |

#### Európa-bajnokság
Az európai labdarúgó torna döntőjéhez vezető úton Ausztriába és Svájcba a XIII., a 2008-as labdarúgó-Európa-bajnokságra illetve Ukrajnába és Lengyelországba a XIV., a 2012-es labdarúgó-Európa-bajnokságra az UEFA JB játékvezetőként foglalkoztatta.

##### 2008-as labdarúgó-Európa-bajnokság

###### Selejtező mérkőzés
| Időpont            | Helyszín                        | Mérkőzés típusa           | Mérkőzés                    | Eredmény | Nézők száma |
| ------------------ | ------------------------------- | ------------------------- | --------------------------- | -------- | ----------- |
| 2006. október 7.   | Dynamo Stadion, Moszkva         | előselejtező (E. csoport) | Oroszország–Izrael          | 1 – 1    | 22 000      |
| 2007. március 28.  | Chornomorets Stadion, Odessza   | előselejtező (B. csoport) | Ukrajna–Litvánia            | 1 – 0    | 33 600      |
| 2007. november 21. | Alberto Braglia Stadion, Modena | előselejtező (B. csoport) | Olaszország–Feröer-szigetek | 3 – 1    | 19 000      |

##### 2012-es labdarúgó-Európa-bajnokság

###### Selejtező mérkőzés
| Időpont          | Helyszín                 | Mérkőzés típusa           | Mérkőzés           | Eredmény | Nézők száma |
| ---------------- | ------------------------ | ------------------------- | ------------------ | -------- | ----------- |
| 2010. október 8. | Zimbru Stadion, Chișinău | előselejtező (E. csoport) | Moldova–Hollandia  | 0 – 1    | 10 500      |
| 2011. június 4.  | Philip II Arena, Szkopje | előselejtező (B. csoport) | Macedónia–Írország | 0 – 2    | 29 500      |

#### Nemzetközi kupamérkőzések

##### UEFA-bajnokok ligája
| Időpont             | Helyszín               | Mérkőzés típusa              | Mérkőzés                         | Eredmény |
| ------------------- | ---------------------- | ---------------------------- | -------------------------------- | -------- |
| 2004. augusztus 11. | Népstadion, Budapest   | előselejtező (3. kör)        | Ferencvárosi TC–AC Sparta Praha  | 1 – 0    |
| 2009. december 9.   | Stade de Gerland, Lyon | csoportmérkőzés (E. csoport) | Olympique Lyonnais–Debreceni VSC | 4 – 0    |

## Szakmai sikerek
A Német Labdarúgó-szövetség (DFB) Játékvezető Bizottsága (JB) a 2008-2009 évi szakmai munkája alapján, 2009-ben az Év játékvezetője címmel kitüntette.

## Magyar kapcsolat
Első válogatott mérkőzése 2004-ben, a Magyarország-Wales felkészülési találkozó volt.
| Időpont           | Helyszín                        | Mérkőzés típusa              | Mérkőzés               | Eredmény | Nézők száma |
| ----------------- | ------------------------------- | ---------------------------- | ---------------------- | -------- | ----------- |
| 2004. március 31. | Puskás Ferenc Stadion, Budapest | felkészülési (782. mérkőzés) | Magyarország–Wales     | 1 – 2    | 6000        |
| 2010. június 5.   | Városi Stadion, Amszterdam      | felkészülési (849. mérkőzés) | Hollandia–Magyarország | 6 – 1    | 45 000      |